# PDA高校生即興型英語ディベート全国大会
PDA高校生即興型英語ディベート全国大会（ピーディーエーこうこうせいそっきょうがたえいごディベートぜんこくたいかい）は、一般社団法人パーラメンタリーディベート人財育成協会（PDA）が主催する、高校生を対象とした英語パーラメンタリーディベートの全国大会である。

## 大会概要
PDA高校生即興型英語ディベート全国大会は、主催者である一般社団法人パーラメンタリーディベート人財育成協会（PDA）が掲げる活動目的の一つ「パーラメンタリーディベートの大会、講習会、研究会などの開催」に基づいて、高校生たちが日々の即興型英語ディベートの取り組みの成果を試す場として開催されている。また、同大会ではPDA独自のディベート方式や評価方法を採用している。

## 過去大会

### 第1回PDA高校生即興型英語ディベート全国大会

#### 大会概要
第1回大会は、2015年12月26日と翌日の12月27日の2日間をかけて実施された。同大会では大阪府立大学 I-siteなんばが会場となっており、一般社団法人パーラメンタリーディベート人財育成協会（PDA）主催のもと、公立大学法人大阪府立大学が共催となって開催された。その他にも朝日新聞社、朝日中高生新聞、一般社団法人WakuPro財団、一般社団法人日本高校生パーラメンタリーディベート連盟（HPDU）が後援に、文部科学省助成事業 高等学校における「多様な学習成果の評価手法に関する調査研究」が協力を行なって開催された。

#### 大会論題
| 試合        | 論題 |
| ----------- | --- |
| 予選1試合目 | We should outsource coaching of club activities （部活動の指導を外注すべきである。）                    |
| 予選2試合目 | Reduced tax rate should be applied to newspapers （新聞に軽減税率を適用すべきだ。）                     |
| 予選3試合目 | Pictures of the ex-boyfriend/girlfriend should be thrown away （別れた恋人の写真は捨てるべきだ。）      |
| 予選4試合目 | Same-sex marriage should be legalized （同性婚を合法化すべきだ。）                                      |
| 準々決勝    | Genetically modified food brings more benefits than harm （遺伝子組み換え食品は害より利益をもたらす。） |
| 準決勝      | Court trials should be broadcast live （裁判を中継すべきだ。）                                          |
| 決勝        | |

#### 大会結果
| 順位   | 学校                      |
| ------ | ------------------------- |
| 優勝   | 甲陽学院高等学校B         |
| 準優勝 | 渋谷教育学園渋谷高等学校A |
| 3位    | 渋谷教育学園渋谷高等学校B |

### 第2回PDA高校生即興型英語ディベート全国大会

#### 大会概要
第2回大会は、2016年12月24日と翌日の12月25日の2日間をかけて実施され、40校64チームが参加している。同大会では大阪府立大学なかもずキャンパス学術交流会館が会場となっており、一般社団法人パーラメンタリーディベート人財育成協会（PDA）主催のもと、公立大学法人大阪府立大学が共催となって開催された。その他にも文部科学省、朝日新聞社、朝日中高生新聞、一般社団法人日本英語交流連盟、一般社団法人日本高校生パーラメンタリーディベート連盟（HPDU）が後援に、公益財団法人日本財団が助成を行なう形で開催された。

#### 大会論題
| 試合        | 論題 |
| ----------- | --- |
| 予選1試合目 | Priority seats on trains should be abolished （電車の優先席を廃止するべきだ。）                                                    |
| 予選2試合目 | Genetically modified organism brings us more benefits than harm （遺伝子組み換えの作物は害よりも利益をもたらす。）                 |
| 予選3試合目 | We should welcome the rent subsidies for female students of University of Tokyo （東大女子学生への家賃補助に賛成するべきである。） |
| 予選4試合目 | Japan should have nuclear weapons （日本は核兵器を持つべきである。）                                                               |
| 準々決勝    | Japan should raise its consumption tax rate （日本は消費税を上げるべきである。）                                                   |
| 準決勝      | Media should broadcast Tsunami Warnings in a slightly exaggerated manner （マスコミは津波警報をやや過大に報道すべきである。）      |
| 決勝        | Having casinos in Japan does more good than harm （日本におけるカジノは害よりも利益をもたらす。）                                  |

#### 大会結果
| 順位   | 学校                     |
| ------ | ------------------------ |
| 優勝   | 長野県松本県ヶ丘高等学校 |
| 準優勝 | さいたま市立浦和高校     |
| 3位    | 浅野高等学校             |

### 第3回PDA高校生即興型英語ディベート全国大会

#### 大会概要
第3回大会は、2017年12月23日と翌日の12月24日の2日間をかけて実施された。同大会では東京大学生産技術研究所 An棟が会場となっており、一般社団法人パーラメンタリーディベート人財育成協会（PDA）主催のもと、東京大学生産技術研究所、公立大学法人大阪府立大学が共催となって開催された。その他にも文部科学省、朝日新聞社、朝日中高生新聞、一般社団法人日本英語交流連盟、一般社団法人日本高校生パーラメンタリーディベート連盟（HPDU）、全国高等学校長協会が後援に、東京大学生産技術研究所次世代育成オフィス（ONG）が協賛となり、公益財団法人日本財団が助成を行なっている。また、参加校として64チームが参加した他、キーノートスピーカーとして株式会社カプコンの映像・新規事業副統括を担当する世古学、ギブンズ外国法事務弁護士事務所外国法事務弁護士兼米国ニューヨーク州弁護士兼上智大学法学部教授のスティーブン・ギブンス、東京大学生産技術研究所准教授の中野公彦の3人が招集されている。

#### 大会論題
| 試合        | 論題 |
| ----------- | --- |
| 予選1試合目 | Universities in Tokyo’s 23 wards should limit the number of new students （東京 23 区内の大学は、学生の受入数を制限すべきである。） |
| 予選2試合目 | Reporting real names of crime victims should be prohibited （犯罪被害者の実名報道を禁止すべきである。）                             |
| 予選3試合目 | Grade-skipping should be introduced in compulsory education （義務教育での飛び級を導入すべきである。）                              |
| 予選4試合目 | Government should restrict the time spent on online games （国は、(PC・スマホの)オンラインゲームの利用時間を規制すべきである。）    |
| 準々決勝    | Promoting studying abroad for Japanese students will save Japan （日本の生徒・学生に対する海外の留学促進は、日本を救う。）          |
| 準決勝      | Automatic driving cars does more harm than good （自動運転車は、害よりも利益をもたらす。）                                          |
| 決勝        | Development of AI weapons should be banned （AI兵器の開発を禁止すべきだ。）                                                         |

#### 大会結果
| 順位   | 学校                 |
| ------ | -------------------- |
| 優勝   | 渋谷教育学園渋谷高校 |
| 準優勝 | 浅野高等学校         |
| 3位    | 豊島岡女子学園高校   |

### 第4回PDA高校生即興型英語ディベート全国大会

#### 大会概要
第4回大会は、2018年12月22日と翌日の12月23日の2日間をかけて実施された。同大会では東京大学生産技術研究所 An棟が会場となっており、一般社団法人パーラメンタリーディベート人財育成協会（PDA）主催のもと、東京大学生産技術研究所、公立大学法人大阪府立大学、JST未来社会創造事業「持続可能な社会の実現」領域『「知」の循環と拡張を加速する対話空間のメカニズムデザイン』プロジェクトが共催となって開催された。その他にも文部科学省、朝日新聞社、朝日中高生新聞、一般社団法人日本英語交流連盟、一般社団法人日本高校生パーラメンタリーディベート連盟（HPDU）、全国高等学校長協会が後援に、東京大学生産技術研究所次世代育成オフィス（ONG）が協賛となり、公益財団法人日本財団、公益財団法人KDDI財団が助成を行なっている。また、参加校として66校が参加した他、キーノートスピーカーとして東京大学生産技術研究所次世代育成オフィス室長・教授の大島まり、理化学研究所環境資源科学研究センター上級研究員の梅基直行、ヤフー株式会社CSO兼慶應義塾大学環境情報学部教授の安宅和人の3人が招集されている。

#### 大会論題
| 試合        | 論題 |
| ----------- | --- |
| 予選1試合目 | Using private homes as hotels for school trips should be banned （修学旅行での民泊を禁止すべきである。）                                                        |
| 予選2試合目 | Japan should raise the pension age to 70 years old （年金支給開始年齢を70歳に引き上げるべきである。）                                                           |
| 予選3試合目 | Affirmative action should be taken for female students with science and engineering background （理系女子に積極的な優遇措置を与えるべきである。）               |
| 予選4試合目 | Accepting more foreign workers will give Japan benefit than harm （外国人労働者受け入れ拡大は、日本に害よりも利益をもたらす。）                                 |
| 準々決勝    | Self potatoes with no poison produced through genome editing technology should be prohibited （ゲノム編集で作った毒のないジャガイモは販売禁止にすべきである。） |
| 準決勝      | Centralization in urban areas bring more good than harm （都市集中型社会は、害よりも利益をもたらす。）                                                          |
| 決勝        | US protectionism does more harm than good to the US （アメリカの保護貿易主義は、アメリカに利益よりも害をもたらす。）                                            |

#### 大会結果
| 順位   | 学校                 |
| ------ | -------------------- |
| 優勝   | 藤島高校             |
| 準優勝 | 渋谷教育学園渋谷高校 |
| 3位    | 翔凜高校             |

### 第5回PDA高校生即興型英語ディベート全国大会

#### 大会概要
第5回大会は、2019年12月21日と翌日の12月22日の2日間をかけて実施された。同大会では東京大学本郷キャンパス工学部2号館が会場となっており、一般社団法人パーラメンタリーディベート人財育成協会（PDA）主催のもと、東京大学生産技術研究所、公立大学法人大阪府立大学、JST未来社会創造事業「持続可能な社会の実現」領域『「知」の循環と拡張を加速する対話空間のメカニズムデザイン』プロジェクトが共催となって開催された。その他にも文部科学省、朝日新聞社、朝日中高生新聞、一般社団法人日本英語交流連盟、一般社団法人日本高校生パーラメンタリーディベート連盟（HPDU）、全国高等学校長協会が後援に、東京大学生産技術研究所次世代育成オフィス（ONG）が協賛となり、公益財団法人日本財団、公益財団法人KDDI財団が助成を行なっている。また、参加校として65校が参加した他、キーノートスピーカーとしてウォール・ストリート・ジャーナル日本版編集長の西山誠慈、東京大学生産技術研究所教授の芳村圭、Yahoo株式会社コーポレートエバンジェリスト兼Yahoo!アカデミア学長兼株式会社ウェイウェイの代表取締役の伊藤羊一の3人が呼ばれている。

#### 大会論題
| 試合        | 論題 |
| ----------- | --- |
| 予選1試合目 | Club activities should have three-day holidays （部活動は週休 3 日とすべきである。） |
| 予選2試合目 | Children should be prohibited from posting videos on video hosting websites （子どもが動画投稿サイトに投稿することを禁止するべきである。） |
| 予選3試合目 | The postponement of introducing private English tests into national university entrance examinations has brought more benefits than harm （共通テストの英語民間試験導入の見送りは、害よりも利益をもたらした。） |
| 予選4試合目 | Social media (e.g. twitter) causes only division of society （ツイッターなどのソーシャルメディア(SNS)は社会の分断を助長するだけである。） |
| 準々決勝    | Disaster forecasts should be issued from a single source （災害の情報は単一の情報ソースから周知されるべきである。） |
| 準決勝      | Japan should pay the full costs of US military bases in Japan （日本は米軍の駐留費を全額負担すべきである。） |
| 決勝        | Parents should be banned from corporal punishment of children for discipline. ・Hit children in the face or on the bottom ・Force children to sit straight for a long time ・Not to give food （親がしつけに際して、体罰を加えることを禁止するべきである。 ※ここで、体罰は以下を含む。 ・頬や尻を叩く ・長時間正座させる ・ご飯を与えない） |

#### 大会結果
| 順位   | 学校                     |
| ------ | ------------------------ |
| 優勝   | 渋谷教育学園渋谷高校     |
| 準優勝 | さいたま市立浦和高等学校 |
| 3位    | 浅野高等学校             |

### 第6回PDA高校生即興型英語ディベート全国大会

#### 大会概要
第6回大会は、2020年12月19日と翌日の12月20日の2日間をかけて実施された。同大会はZoomを用いたオンライン形式での大会となっており、一般社団法人パーラメンタリーディベート人財育成協会（PDA）主催のもと、東京大学生産技術研究所、公立大学法人大阪府立大学が共催となって開催された。その他にも文部科学省、朝日新聞社、朝日中高生新聞、一般社団法人日本英語交流連盟、一般社団法人日本高校生パーラメンタリーディベート連盟（HPDU）、全国高等学校長協会が後援に、東京大学生産技術研究所次世代育成オフィス（ONG）が協賛となり、公益財団法人日本財団、公益財団法人KDDI財団が助成を行なっている。また、参加校として66校が参加した他、キーノートスピーカーとして文部科学省科学技術・学術総括官の合田哲雄、東京大学生産技術研究所次世代育成オフィス大学院情報学環 准教授の川越至桜、国際協力機構（JICA）ウガンダ事務所の井上裕紀の3人が招集されている。

#### 大会論題
| 試合        | 論題 |
| ----------- | --- |
| 予選1試合目 | Wearing a mask should be mandatory （マスクの着用を義務化すべきである。） |
| 予選2試合目 | The media should not report on suicide （メディアは自殺のニュースを報道すべきではない。）                                                                                     |
| 予選3試合目 | Infertility treatment should be for free （不妊治療を無償化すべきである。）                                                                                                   |
| 予選4試合目 | Class-size reduction in elementary schools does more good than harm （小学校での少人数学級は、害よりも利益をもたらす。）                                                      |
| 準々決勝    | Tuition fees for university STEM departments should be free （大学理系学部の授業料は無償とすべきである。）                                                                    |
| 準決勝      | Prevention of COVID-19 should be prioritized over boosting economy in developing countries （発展途上国において、経済よりも新型コロナウイルス感染症対策を優先すべきである。） |
| 決勝        | Japan should introduce a basic income （日本は、ベーシックインカムを導入すべきである。）                                                                                      |

#### 大会結果
| 順位   | 学校                     |
| ------ | ------------------------ |
| 優勝   | 聖光学院高等学校         |
| 準優勝 | 湘南白百合学園高等学校   |
| 3位    | 神戸大学附属中等教育学校 |

### 第7回PDA高校生即興型英語ディベート全国大会

#### 大会概要
第7回大会は、2021年12月25日と翌日の12月26日の2日間をかけてZoomを用いたオンライン形式で実施された。一般社団法人パーラメンタリーディベート人財育成協会（PDA）主催のもと、東京大学生産技術研究所、公立大学法人大阪府立大学が共催となって開催された。その他にも文部科学省、朝日新聞社、朝日中高生新聞、一般社団法人日本英語交流連盟、一般社団法人日本高校生パーラメンタリーディベート連盟（HPDU）、全国高等学校長協会が後援に、東京大学生産技術研究所次世代育成オフィス（ONG）が協賛となり、公益財団法人日本財団、公益財団法人KDDI財団が助成を行なっている。また、参加校として85校が参加した他、キーノートスピーカーとして東京大学生産技術研究所特任教授の米田美佐子、リージョナルフィッシュ株式会社COOの石本俊輔、立命館大学情報理工学部教授・一般社団法人ビブリオバトル協会代表の谷口忠大の3人が招集されている。

#### 大会論題
| 試合        | 論題 |
| ----------- | --- |
| 予選1試合目 | Plastic products should be taxed （プラスチック製品に課税をすべきである。） |
| 予選2試合目 | Parents of children who bully other children should face criminal charges （いじめをした子の親は、刑事罰に課されるべきである。）                                                       |
| 予選3試合目 | Japan should impose a diplomatic boycott of the Beijing Olympics （日本は、北京五輪の外交ボイコットをすべきである。）                                                                  |
| 予選4試合目 | COVID-19 vaccination should be mandatory （新型コロナウイルス感染症に対するワクチン接種は義務化されるべきである。）                                                                    |
| 準々決勝    | Wild fish catch should be prohibited and fish should be farmed （天然魚の漁獲は禁止し、魚は養殖すべきである。）                                                                        |
| 準決勝      | Debate competitions should be held online rather than face-to-face regardless of the COVID-19 situation （ディベート大会は、コロナ禍に関わらず、対面よりもオンライン開催の方がよい。） |
| 決勝        | The U.S. military should not have withdrawn from Afghanistan （米軍はアフガニスタンから撤退すべきでなかった。）                                                                        |

#### 大会結果
| 順位   | 学校                 |
| ------ | -------------------- |
| 優勝   | 筑波大学附属駒場高校 |
| 準優勝 | 作新学院高等学校     |
| 3位    | 聖光学院高等学校     |